# カードダス
カードダス（CARDDASS）は、バンダイのトレーディングカード、またはそれを販売する自動販売機の総称。同社の登録商標で、名前は1988年当時話題になっていたアメダスにあやかり、子供の情報源を目指して命名された。
漫画やアニメなどのキャラクターを題材としているのが特徴。カードダスに書かれた箔マークは、どのカードにもプリズムのように高級感のある部分を入れたいという意図と、悪質なコピー製品を防止する目的で導入されている。自動販売機は1枚20円の「カードダス20」や、1991年より使用された5枚セット100円の「カードダス100」などがあり、駄菓子屋やスーパーマーケットなどに設置された。初期の『ブイジャンプ』にはカードダスを題材とした漫画『燃えろ武伊!』も掲載。Vフェスなどのイベントでも大々的に取り上げられ、公式本も発売された。

## 歴史
初登場は1988年の「東京おもちゃショー」。当時、自動販売機を使ったカード販売は例が無かった。当時、バンダイのベンダー事業部は『SDガンダム』のガシャポンの成功の流れでキャラクターカードの商品化を企画しており、それが形となった。1988年6月から発売が開始され、最初のラインナップとして『SDガンダム』、『ウルトラ怪獣』、『聖闘士星矢』などのカードダスが店頭に並ぶ。『コミックボンボン』とのタイアップにより『SDガンダム』が成功し、1988年11月から販売が開始された『ドラゴンボール』が1991年には一番人気となり、『ドラゴンボール』と『SDガンダム』が売り上げにおける中心核となった。1992年末からは『ロックマン』、『ストリートファイターII』などのゲーム作品や、女児向けの『美少女戦士セーラームーン』のカードダスを販売し、購買層が広がる。『セーラームーン』は1994年には『ドラゴンボール』と『SDガンダム』に並ぶ人気シリーズとなる。
1994年にはカードダスの展示販売イベント「カードダス究極博」が開催されるなどブームとなった。1990年から東南アジアでも発売が開始。ヨーロッパでは1993年にスペインを始めに販売が開始。台湾、香港、韓国、タイ、シンガポールのアジア圏、オランダ、フランス、スペインのヨーロッパ圏、アメリカにおいても各国の言葉で書かれた海外版が販売され、香港の文化傅信有限公司（ぶんかでんしんゆうげんこんす）刊「EX-am」など香港などにおける雑誌でも毎号特集記事が掲載された。
1992年からはカードダスの最新情報、小冊子「カードダスコレクション・アドベンチャー」も店頭で配布された。1994年10月からは『週刊少年ジャンプ』のキャラクターと中心とした展示、販売、イベント、オリジナルグッズ、プレゼント大会などが行われ、ドラゴンボールカードダス本弾の全種類の再発売も行われた「カードダス究極博」も開催。このイベントは1995年にも開催されている。1991年には累計14億枚を突破しており、累計販売数は、2008年3月末時点で約87億5000万枚。自動販売機カードダスマシンの設置台数は約10万台に上る。
『マジック:ザ・ギャザリング』などトレーディングカードゲームが話題になると、カードダスもゲーム性の高いデータカードダスなどへと進化していった。また2008年9月より、カードダス20周年を記念したオリジナルのTCG『バトルスピリッツ』（バトスピ）を展開している。同カードゲームはMTGの主要スタッフであるマイケル・エリオットが原案として関わっており、一部MTGの要素を受け継いでいる。
2018年にカードダス30周年を記念して「30周年記念カードダスミニ自販機」の復刻版が発売された。また、『SDガンダム』、『ドラゴンボールシリーズ』の復刻版カードダスも発売された。

## 種類
- プリズム（表面に特殊箔加工がなされたもの。いわゆる「キラ」）
- 隠れプリズム（一見通常のカードに見えるが、2重構造になっており上のシールをはがすと下に隠されたプリズムが現れる）
- 両面プリズム（プリズムが2重に重ねられているカード。「リバースプリズム」ともいう）
- カードダスハーフ（台紙にミニサイズのカードダス2枚が張り付けられたもの）
- ジャンボカードダス（カードのサイズが下敷きほどになっているもの）
- スーパージャンボカードダス（カードのサイズがA3程度になっているもの）
- カードダスマスターズ
- シールダス
- ネットカードダス
- ARカードダス